# Carlo Agostino Fabroni
Carlo Agostino Fabroni (Pistoia, 28 agosto 1651 – Roma, 19 settembre 1727) è stato un cardinale italiano, uno dei massimi esponenti della Curia romana del suo tempo.

## Biografia
Nato a Pistoia, dove la famiglia aveva diverse proprietà ed incarichi pubblici, figlio di Nicola Fabroni e Lucilla Sozzifanti, conseguì studi teologici che lo portarono ad aderire alla Compagnia di Gesù. La sua carriera ecclesiastica proseguì a Roma, dove si distinse per essere il confidente più influente di Papa Innocenzo XII (1691-1700), tanto che fu ricambiato per la sua lealtà con la nomina a segretario di Propaganda Fide. Fine giurista, fu l'estensore della condanna pontificia del giansenismo.
Al termine di una brillante carriera ecclesiastica, nel 1706 fu elevato al rango di cardinale (del titolo di Sant'Agostino). Fu anche prefetto della Congregazione dell'Indice.

## La Biblioteca Fabroniana
È il lascito prezioso che Carlo Agostino Fabroni donò alla sua città di origine. Per fondare la biblioteca il cardinale decise di trasferire tutti i volumi della sua biblioteca romana. Sotto la guida dell'architetto Francesco Maria Gatteschi, realizzò quella che, al tempo, fu un'opera titanica: la collezione infatti comprendeva oltre 8.000 volumi. Il viaggio di questo tesoro avvenne per mare: il benefattore, una volta portate le casse a Civitavecchia, le imbarcò su tre galere che approdarono a Livorno e, con la scorta dell'esercito granducale, trasferì i preziosi volumi a Pistoia. La biblioteca in questione oggi si rivela uno scrigno ineguagliabile per la raccolta di libri rari, molti di questi, infatti, colpiti dall'usura del tempo, furono distrutti, ma il Fabroni, essendo il segretario di Propaganda Fide, aveva il privilegio di poterli conservare proprio per il suo ruolo di studioso e di consigliere pontificio.